# Нов драматичен театър „Сълза и смях“
Нов драматичен театър „Сълза и смях“ е приемник на името на най-старата професионална българска столична театрална трупа, създадена през 1892 г., 12 години преди основаването на Народния театър.
От създаването си до днес на сцената на „Сълза и смях“ са представяни стотици пиеси както от българската, така и от световната класика. Оттам са започнали творческия си път едни от имената – митове в българската режисура и актьорско майсторство – от легендарното поколение от времето на родоначалниците на българския театър, до съвременните театрални асове.
Настоящият директор на театъра е актьорът Емил Емилов.

## Сграда на театъра
Намира се на бул. „Евлоги Георгиев“ № 169
Предишна сграда на театъра: „Раковски“ 127.
През 1978 г. – ДВ бр.40, на основание чл.4, ал.1 от ЗПКМ /ДВ бр.24/69 г./ с изменения и допълнения /чл.11, т.2 от ПУЗ НИПК, ДВ бр.102/76 г./ сградата на ул. „Г.С.Раковски“ № 127 отредена за театър, обитавана от „Сълза и смях“ е обявена за паметник на културата поради изключителната стойност на архитектурния ансамбъл, държавна собственост.

## 1882 – 1903
В първия дванадесет годишен период на съществуването си трупата е ползвала гласувана от Народното събрание субсидия. Корените на директорската институция в българския театър, на режисьорските разпределения, на първите Правилници за вътрешния ред в една трупа на професионално ниво са създадени в тези първи години на „Сълза и смях“. Първите стипендии за професионално обучение на български актьори – в Германия, Русия и Франция – Кръстьо Сарафов, Васил Кирков, композитора Панайот Пипков, Адриана Будевска, Гено Киров, Вера Игнатиева и др. са излъчени от „Сълза и смях“. В едно време, когато театърът в България е бил на полусамодейно ниво /припомнете си главата „Радини вълнения“ от „Под игото“ на Иван Вазов/ са в тази трупа са конвенциите на професионалния театър като институция, репертоарна и финансова политика.
Исторически съдбата на трупата „Сълза и смях“, която по-късно се превръща в първоосновател на Народния театър, е преминала през най-разнообразни перипетии, в т.ч. и закриване, и преоткриване – от Антон Страшимиров под името „Смях и сълзи“.

## 1966 – 1997
„Сълза и смях“ възкръсваща като птицата феникс през 60-те години на миналия век първоначално като филиал на Народния театър, като база, от която по-късно се излъчва и образуват трупите на Сатиричния театър, и на Нов драматичен театър „Сълза и смях“. С Разпореждане на Министерски съвет № 144 от 25 юли 1966 г. театърът е отново учреден
От 1995 г. до 1998 г. като директор на театъра режисьорът Андрей Калудов привлича звездите на българския театър Славка Славова и Георги Черкелов. През 1998 г.от държавния „Нов драматичен театър „Сълза и смях“ се отделя и създава Сдружението с нестопанска цел „Театър Сълза и смях“ с председател Андрей Калудов, членове на Управителния съвет Виолета Гиндева и Борис Панкин. Първата постановка е „Еквус“ от Питър Шафър е с участието на Виолета Гиндева, Иван Танев, Иван Радоев и др. В постановката на сдружението „Любовта побеждава всичко“ от Енквист изиграва последната си роля на сцената най-дългогодишния директор на театъра Стойчо Мазгалов.

## 1998 – 2010
1998 година със заповед актьорския щат е съкратен и театърът става открита сцена. НДТ „Сълза и смях“ е превърнат в юридическо лице, второстепенен разпоредител с бюджетни кредит към Министерството на културата.
Театър със статут на „Открита сцена – продуциращ център“, без щатна актьорска трупа. На 27 юли 2010 година излиза постановление за закриването и превръщането на „Сълза и смях“ в сцена на Народния театър.

## Директори на театъра
- проф. Филип Филипов
- Стойчо Мазгалов
- Маргарит Минков
- Андрей Калудов
- Бойко Богданов – 1998 – 2006
- Венцислав Кисьов – 2006 – 2011
- Емил Емилов – от 2012